# Liste von Söhnen und Töchtern der Stadt Bristol
Die folgende Liste enthält in Bristol geborene Persönlichkeiten, chronologisch aufgelistet nach dem Geburtsjahr. Ob die Personen ihren späteren Wirkungskreis in Bristol hatten oder nicht, ist dabei unerheblich. Viele sind im Laufe ihres Lebens von Bristol weggezogen und andernorts bekannt geworden. Die Liste erhebt keinen Anspruch auf Vollständigkeit.

## In Bristol geborene Persönlichkeiten

### Bis 1850
- William Worcester (um 1415–um 1482), Reiseschriftsteller und Antiquar
- Martin Pring (1580–1626), Seefahrer, Entdecker und Kommandant
- William Child (1606 oder 1607–1697), Komponist und Organist des Barock
- Edward Colston (1637–1721), englischer Sklavenhändler, Parlamentsmitglied
- Woodes Rogers (1679–1732), Freibeuter
- (mutmaßlich) Edward Thatch (1680–1718), genannt Blackbeard, Piratenkapitän
- Jack Rackham (1682–1720), Piratenkapitän
- Nicholas Pocock (1740–1821), Maler
- Thomas Chatterton (1752–1770), Dichter
- Samuel Wesley (1766–1837), Organist und Komponist
- Thomas Lawrence (1769–1830), Maler
- John Hobhouse, 1. Baron Broughton (1786–1869), Staatsmann
- Robert Southey (1774–1843), Dichter, Geschichtsschreiber und Kritiker
- Henry Kater (1777–1835), Physiker und Astronom
- Frances Trollope (1779–1863), Romanautorin und Reiseschriftstellerin
- Jem Belcher (1781–1811), Boxer
- William George Horner (1786–1837), Mathematiker
- Edward Hodges Baily (1788–1867), Bildhauer
- Thomas Edward Bowdich (1791–1824), Abenteurer, Autor und Zoologe
- Hartley Coleridge (1796–1849), Schriftsteller
- Edward Hodges (1796–1867), Komponist und Organist
- John Williams Wilson (1798–1857), Fregattenkapitän in der chilenischen Marine
- William Edwards Staite (1809–1854), Erfinder
- Elijah Williams (1809–1854), Schachspieler
- Samuel Plimsoll (1824–1898), Erfinder
- Emily Blackwell (1826–1910), Ärztin für Gynäkologie und Frauenrechtlerin
- George Gore (1826–1908), Dozent für Chemie
- William Wyatt Gill (1828–1898), Missionar und Ethnologe
- Edward William Godwin (1833–1886), Architekt und Designer
- Ernest Giles (1835–1897), Forscher
- William Chatterton Dix (1837–1898), Kirchenlieddichter
- John Addington Symonds (1840–1893), Autor, Lehrer und Literaturkritiker
- Thomas Bridges (1842–1898), Missionar, Sprachwissenschaftler und Großgrundbesitzer

### 1851 bis 1900
- Lionel de Nicéville (1852–1901), Kurator
- William Friese-Greene (1855–1921), Fotograf und Erfinder
- James Freer (1855–1933), kanadischer Filmemacher-Pionier
- Frank Edward Brightman (1856–1932), Priester und Liturgiewissenschaftler
- Patrick Watson-Williams (1863–1938), Arzt
- Roland Allen (1868–1947), anglikanischer Pfarrer, Missionar und Autor
- Harold James (1868–1948), Bogenschütze
- Herbert William Pugsley (1868–1947), Botaniker und Pflanzensammler
- Arthur Lyon Bowley (1869–1957), Statistiker, Ökonom und Hochschullehrer
- Fabian Ware (1869–1949), Generalmajor
- Percy Sargent (1873–1933), Arzt
- William D. Robbins (1874–1952), Bürgermeister von Toronto
- Katharine Furse (1875–1952), Krankenschwester und Militärperson
- Cyril Rootham (1875–1938), Komponist
- Frank Calder (1877–1943), Sportjournalist und -funktionär
- Will Davis (1877–1932), französischer Radsportler
- Edith Hannam (1878–1951), Tennisspielerin
- Montague Summers (1880–1948), Literaturwissenschaftler, Dämonologe und Schriftsteller
- Arthur Richards, 1. Baron Milverton (1885–1978), Gouverneur
- Archibald Vivian Hill (1886–1977), Physiologe
- James Thompson (1889–1967), Tischtennisspieler
- Isaac Rosenberg (1890–1918), Maler und Dichter
- Harry Thomas (1890–1941), Ragtime-Pianist
- William Slim, 1. Viscount Slim (1891–1970), Truppenkommandeur
- Paule Vézelay (1892–1984), Malerin
- Clement M. Doke (1893–1980), Linguist
- Herbert J. Sadler (1894–1955), kanadischer Organist, Komponist und Musikpädagoge
- Vivian Langrish (1894–1980), Pianist und Musikpädagoge
- Florence Mary Taylor CBE (1879–1969) Architektin, Flugpionierin, Verlegerin, Redakteurin und Autorin
- Hilary Saint George Saunders (1898–1951), Schriftsteller
- Jimmy Brain (1900–1971), Fußballspieler und -trainer
- Geoffrey Household (1900–1988), Schriftsteller

### 1901 bis 1950
- Paul Dirac (1902–1984), Physiker
- Ivor Jennings (1903–1965), Rechtsanwalt, Verfassungsrechtler und Hochschulkanzler
- Cary Grant (1904–1986), Schauspieler
- Gordon Welchman (1906–1985), Codeknacker
- John Redcliffe-Maud, Baron Redcliffe-Maud (1906–1982), Beamter, Minister und Diplomat
- Christopher Fry (1907–2005), Schriftsteller und Dramatiker
- Eddie Hapgood (1908–1973), Fußballspieler und -trainer
- Michael Redgrave (1908–1985), Schauspieler
- Cliff Britton (1909–1975), Fußballspieler und -trainer
- John Wintour Baldwin Barns (1912–1974), Ägyptologe
- Basil Davidson (1914–2010), Historiker, Schriftsteller und Afrikanist
- Douglas Feaver (1914–1997), anglikanischer Theologe und Bischof
- J. Lee Thompson (1914–2002), Regisseur, Drehbuchautor und Filmproduzent
- John Witty (1915–1990), Schauspieler
- Michael Truman (1916–1972), Filmregisseur, Filmproduzent und Filmeditor
- James Joll (1918–1994), Historiker
- Philip Rahtz (1921–2011), Archäologe
- Michael J. Seaton (1923–2007), Mathematiker, Physiker und Astronom
- Roy Bentley (1924–2018), Fußballspieler und -trainer
- Russ Conway (1925–2000), Pianist, Komponist und Sänger
- Anthony Milner (1925–2002), Komponist und Musikpädagoge
- Colin Brittan (1927–2013), Fußballspieler
- William Rees-Mogg, Baron Rees-Mogg (1928–2012), Journalist, Autor und Politiker
- Con Sullivan (1928–2022), Fußballspieler
- Richard Lynn (1930–2023), Psychologe und Hochschullehrer
- Paddi Edwards (1931–1999), US-amerikanische Schauspielerin und Synchronsprecherin
- Mamy Rock (1931–2014), britische DJ, eigentlich Ruth Flowers
- Robert Stephens (1931–1995), Film- und Theaterschauspieler
- Mike Hodges (1932–2022), Regisseur
- Hazel Henderson (1933–2022), Zukunftsforscherin
- Margaret Whiting (1933–2011), Schauspielerin
- Robert Lang (1934–2004), Bühnen- und Fernsehschauspieler
- David Prowse (1935–2020), Schauspieler und Fitnesstrainer
- C. T. C. Wall (* 1936), Mathematiker
- Peter Wells (1936–2017), Physiker und Ingenieur
- Bill Smith (* 1938), Jazzmusiker, Verleger und Musikproduzent
- Alan Francis Chalmers (* 1939), Hochschullehrer für Philosophie
- Timothy J. Clark (* 1943), Kunsthistoriker
- Nigel Hall (* 1943), Bildhauer und Zeichner
- Derek Green (* 1944), Radrennfahrer
- Evan Parker (* 1944), Saxophonist
- Dolly Read (* 1944), Schauspielerin
- Richard Long (* 1945), Land-Art-Künstler
- Philip Short (* 1945), Journalist, Auslandskorrespondent und Biograph
- Nigel Terry (1945–2015), Schauspieler
- Robert Wyatt (* 1945), Sänger und Schlagzeuger
- John Saxbee (* 1946), Theologe
- Brian Jones (* 1947), Flugpionier
- Keith Tippett (1947–2020), Pianist
- Ian Hodder (* 1948), Archäologe
- Larry Lloyd (1948–2024), Fußballspieler
- Clive Stevens (1948–2019), Jazz- und Fusionmusiker
- Veronica Cartwright (* 1949), Schauspielerin
- Jeremy Mould (* 1949), Astronom
- Larry Stabbins (* 1949), Tenor- und Sopransaxophonist
- Karenza Mathews (* 1950), Tischtennisspielerin

### 1951 bis 1970
- Nick Rose (* 1951), Leichtathlet, Langstreckenläufer
- Peter Lord (* 1953), Regisseur und Produzent
- Sebastian Rahtz (1955–2016), Informatiker
- Nigel Wright (* 1955), Keyboarder und Musikproduzent
- Kevin McNally (* 1956), Schauspieler
- Robin Cousins (* 1957), Eiskunstläufer
- Nik Kershaw (* 1958), Popmusiker
- Shaun Woodward (* 1958), Politiker
- Wayne Hussey (* 1958), Sänger und Gitarrist der Band The Mission
- Sean French (* 1959), Journalist und Romanautor
- Jo Durie (* 1960), Tennisspielerin
- Jon Klein (* 1960), Gitarrist
- Mark Stewart (1960–2023), Musiker
- Gary Mabbutt (* 1961), Fußballspieler
- Neil Davidge (* 1962), Komponist und Musikproduzent
- Nellee Hooper (* 1963), Musikproduzent
- Vadim Jean (* 1963), Filmregisseur sowie -produzent
- Kirk Jones (* 1963), Filmregisseur und Drehbuchautor
- James May (* 1963), Fernsehmoderator und Journalist
- Christopher Breward (* 1965), Kulturhistoriker und Hochschullehrer
- Lee Evans (* 1964), Komiker und Schauspieler
- Damien Hirst (* 1965), Künstler und Kurator
- Steve Box (* 1967), Animator und Filmregisseur
- Tim Carter (1967–2008), Fußballspieler
- Darren Peacock (* 1968), Fußballspieler
- Adrian Nicholas Matthews Thaws aka Tricky (* 1968), Musiker und Filmkünstler
- Chris Mason (* 1969), Dartspieler
- Roni Size (* 1969), Drum-and-Bass-Produzent und DJ
- Lucy Steele (* 1969), kanadische Skilangläuferin
- Julie Hoult (* 1970), Schauspielerin und Synchronsprecherin
- Paul Potts (* 1970), Tenor
- Christopher Smith (* 1970), Filmregisseur und Drehbuchautor

### Ab 1971
- Kevin Friend (* 1971), Fußballschiedsrichter
- Marcus Nash (* 1971), US-amerikanischer Skilangläufer
- Graham Sharman (* 1971), australischer Bahnradsportler und Trainer
- Lee Archer (* 1972), Fußballspieler
- Hazel Barton (* 1972), Höhlenforscherin
- Mark Regan (* 1972), Rugby-Union-Spieler
- Hannah Davies (* 1973), Schauspielerin
- Mark Dudbridge (* 1973), Dartspieler
- Forbes March (* 1973), Model und Schauspieler
- Banksy (* 1974), Künstler
- Stephen Merchant (* 1974), Drehbuchautor, Regisseur und Schauspieler
- Jason Crump (* 1975), Speedwayfahrer
- Marsha de Cordova (* 1976), Politikerin
- Ben Green (* 1977), Mathematiker
- Andy Williams (* 1977), Fußballspieler
- Jack Thorne (* 1978), Drehbuchautor und Dramatiker
- Bradley Andrews (* 1979), Fußballspieler
- Ian Wilkinson (* 1979), Mountainbike-, Cyclocross- und Straßenradrennfahrer
- Steve Brown (* 1981), Dartspieler
- Matt Hill (* 1981), Fußballspieler
- Kate Reed (* 1982), Langstreckenläuferin
- Jason Tahincioğlu (* 1983), Automobilrennfahrer
- Yola (* 1983), Musikerin, Sängerin und Songwriterin
- Emily Webley-Smith (* 1984), Tennisspielerin
- Kimberley Nixon (* 1985), Schauspielerin
- Message to Bears (* 1985), Musiker
- Stacie Powell (* 1985), Wasserspringerin
- Ed Smith (* 1986), Skeletonpilot
- Sally Conway (* 1987), Judoka
- Tuppence Middleton (* 1987), Schauspielerin
- Mike Bailey (* 1988), Schauspieler
- Tom Lucy (* 1988), Ruderer
- Mitch Hewer (* 1989), Schauspieler
- Hannah Murray (* 1989), Schauspielerin
- April Pearson (* 1989), Schauspielerin
- Judd Trump (* 1989), Snookerspieler
- Stefanie Martini (* 1990), Schauspielerin
- Dominique Provost-Chalkley (* 1990), Schauspielerin
- Emily Diamond (* 1991), Sprinterin
- Gamba Cole (* 1992), Schauspieler
- Dino Zamparelli (* 1992), Automobilrennfahrer
- Jack Butland (* 1993), Fußballspieler
- Bobby Decordova-Reid (* 1993), Fußballspieler
- Timothy Innes (* 1993), Schauspieler
- Lily Owsley (* 1994), Hockeyspielerin
- Lucy Bryan (* 1995), Stabhochspringerin
- Joe Wollacott (* 1996), ghanaisch-englischer Fußballspieler
- Maisie Williams (* 1997), Schauspielerin
- Ella-Rae Smith (* 1998), Schauspielerin und Model
- Dom Taylor (* 1998), Dartspieler
- Joe Bell (* 1999), neuseeländisch-englischer Fußballspieler
- John Brown (* 1999), Dartspieler
- Lando Norris (* 1999), Automobilrennfahrer
- Katie Swan (* 1999), Tennisspielerin
- Kate Shortman (* 2001), Synchronschwimmerin
- Isabelle Thorpe (* 2001), Synchronschwimmerin
- James Hill (* 2002), Fußballspieler
- Seb Palmer-Houlden (* 2004), Fußballspieler
- Bronte Carmichael (* 2010), Schauspielerin